# 7. Biathlon-Weltcup 2021/22 (Antholz-Anterselva)
Der 7. Weltcup der Biathlon-Saison 2021/22 ist traditionell der letzte Weltcup vor Weltmeisterschaften oder olympischen Spielen und fand im Ortsteil Antholz Obertal der italienischen Gemeinde Rasen-Antholz statt. Der Standort in Südtirol ist mit etwa 1600 Metern über dem Meeresspiegel der höchstgelegene Austragungsort der Saison. Die Wettkämpfe wurden zwischen dem 17. und 23. Januar 2022 ausgetragen.

## Wettkampfprogramm
| Datum        | Frauen    | Frauen                | Männer    | Männer               |
| ------------ | --------- | --------------------- | --------- | -------------------- |
| Do, 20.01.22 |           |                       | 14:15 Uhr | Einzel (20 km)       |
| Fr, 21.01.22 | 14:15 Uhr | Einzel (15 km)        |           |                      |
| Sa, 22.01.22 | 15:00 Uhr | Staffel (4 • 6 km)    | 12:50 Uhr | Massenstart (15 km)  |
| So, 23.01.22 | 15:15 Uhr | Massenstart (12,5 km) | 12:15 Uhr | Staffel (4 • 7,5 km) |

## Teilnehmende Nationen und Athleten
| Nation                 | Anzahl               | Athlet | Athletin |
| Europa (24 Nationen)   | Europa (24 Nationen) | Europa (24 Nationen) | Europa (24 Nationen) |
| ---------------------- | -------------------- | --- | --- |
| Belarus                | 5+6                  | Maksim Warabej, Raman Jaljotnau, Mikita Labastau, Dsmitryj Lasouski, Anton Smolski                                                 | Dsinara Alimbekawa, Irina Krutschinkina, Jelena Krutschinkina, Iryna Leschtschanka, Alina Piltschuk, Hanna Sola           |
| Belgien                | 3+1                  | César Beauvais, Florent Claude, Tom Lahaye-Goffart                                                                                 | Lotte Lie |
| Bulgarien              | 4+2                  | Dimitar Gerdschikow, Wladimir Iliew, Anton Sinapow, Blagoj Todew                                                                   | Marija Sdrawkowa, Milena Todorowa                                                                                         |
| Deutschland            | 6+6                  | Benedikt Doll, Lucas Fratzscher, Marco Groß, Philipp Horn, Justus Strelow, David Zobel                                             | Juliane Frühwirt, Janina Hettich, Franziska Hildebrand, Hanna Kebinger, Sophia Schneider, Anna Weidel                     |
| Estland                | (4)+4                | Kalev Ermits, Raido Ränkel, Kristo Siimer (nur Staffel), Rene Zahkna                                                               | Susan Külm, Regina Oja, Johanna Talihärm, Tuuli Tomingas                                                                  |
| Finnland               | 4+4                  | Tuomas Harjula, Olli Hiidensalo, Heikki Laitinen, Tero Seppälä                                                                     | Mari Eder, Erika Jänkä, Nastassja Kinnunen, Suvi Minkkinen (nur Staffel)                                                  |
| Frankreich             | 6+5                  | Fabien Claude, Simon Desthieux, Quentin Fillon Maillet, Antonin Guigonnat, Émilien Jacquelin, Éric Perrot                          | Anaïs Bescond, Paula Botet, Justine Braisaz-Bouchet, Chloé Chevalier, Julia Simon                                         |
| Italien                | 5+5                  | Didier Bionaz, Thomas Bormolini, Tommaso Giacomel, Lukas Hofer, Dominik Windisch                                                   | Michela Carrara, Samuela Comola, Federica Sanfilippo, Lisa Vittozzi, Dorothea Wierer                                      |
| Lettland               | 3+2                  | Edgars Mise, Aleksandrs Patrijuks, Roberts Slotiņš                                                                                 | Baiba Bendika, Annija Sabule                                                                                              |
| Litauen                | 4+1                  | Linas Banys (nur Staffel), Karol Dombrovski, Tomas Kaukėnas (nur Staffel), Vytautas Strolia                                        | Gabrielė Leščinskaitė |
| Moldau                 | (4)+2                | Pawel Magasejew, Maxim Makarow, Andrei Ussow (nur Staffel), Michail Ussow (nur Staffel)                                            | Aljona Iwanowa, Alina Stremous                                                                                            |
| Norwegen               | 6+6                  | Filip Fjeld Andersen, Sivert Guttorm Bakken, Johannes Thingnes Bø, Tarjei Bø, Vetle Sjåstad Christiansen, Sturla Holm Lægreid      | Tiril Eckhoff, Karoline Erdal, Emilie Ågheim Kalkenberg, Karoline Offigstad Knotten, Ida Lien, Ingrid Landmark Tandrevold |
| Österreich             | 6+5                  | Julian Eberhard, Simon Eder, Patrick Jakob, David Komatz, Felix Leitner, Harald Lemmerer                                           | Lisa Hauser, Katharina Innerhofer, Anna Juppe, Christina Rieder (nur Staffel), Julia Schwaiger                            |
| Polen                  | 4+(5)                | Grzegorz Guzik, Andrzej Nędza-Kubiniec, Przemysław Pancerz, Łukasz Szczurek                                                        | Monika Hojnisz-Staręga (nur Staffel), Anna Mąka, Natalia Tomaszewska, Kinga Zbylut, Kamila Żuk (nur Staffel)              |
| Rumänien               | (4)+(4)              | Florin-Catalin Buta (nur Staffel), George Buta, Cornel Puchianu (nur Staffel), Dmitri Schamajew                                    | Andreea Mezdrea (nur Staffel), Anastassija Tolmatschowa, Jelena Tschirkowa (nur Staffel), Natalja Uschkina                |
| Russland               | (7)+4                | Anton Babikow, Said Karimulla Chalili, Eduard Latypow, Alexander Loginow, Alexander Powarnizyn, Daniil Serochwostow, Maxim Zwetkow | Irina Kasakewitsch, Uljana Nigmatullina, Kristina Reszowa, Walerija Wasnezowa                                             |
| Schweden               | 4+4                  | Oskar Brandt, Simon Hallström, Malte Stefansson, Gabriel Stegmayr                                                                  | Ingela Andersson, Mona Brorsson, Annie Lindh (nur Staffel), Johanna Skottheim                                             |
| Schweiz                | (5)+5                | Joscha Burkhalter (nur Staffel), Niklas Hartweg, Martin Jäger, Sebastian Stalder, Benjamin Weger                                   | Amy Baserga, Irene Cadurisch, Elisa Gasparin, Selina Gasparin, Lena Häcki                                                 |
| Serbien                | 1                    | Damir Rastić | |
| Slowakei               | (4)+(4)              | Matej Baloga (nur Staffel), Šimon Bartko, Michal Šíma, Tomáš Sklenárik                                                             | Ivona Fialková, Paulína Fialková, Henrieta Horvátová, Veronika Machyniaková (nur Staffel)                                 |
| Slowenien              | 5+3                  | Alex Cisar, Miha Dovžan, Jakov Fak, Lovro Planko, Rok Tršan                                                                        | Polona Klemenčič, Nika Vindišar, Tais Vozelj                                                                              |
| Tschechien             | 5+5                  | Mikuláš Karlík, Michal Krčmář, Jakub Štvrtecký, Adam Václavík, Milan Žemlička                                                      | Lucie Charvátová, Markéta Davidová, Jessica Jislová, Eva Puskarčíková, Tereza Voborníková                                 |
| Ukraine                | 5+5                  | Anton Dudtschenko, Taras Lessjuk, Artem Pryma, Artem Tyschtschenko, Bohdan Zymbal                                                  | Darija Blaschko, Julija Dschyma, Anastassija Merkuschyna, Iryna Petrenko, Walentyna Semerenko                             |
| Vereinigtes Königreich | 1                    | | Amanda Lightfoot |
| Amerika (2 Nationen)   |                      | | |
| Kanada                 | 4+4                  | Jules Burnotte, Christian Gow, Scott Gow, Adam Runnalls                                                                            | Megan Bankes, Sarah Beaudry, Emily Dickson, Emma Lunder                                                                   |
| Vereinigte Staaten     | 4+4                  | Jake Brown, Sean Doherty, Leif Nordgren, Paul Schommer                                                                             | Susan Dunklee, Clare Egan, Deedra Irwin, Joanne Reid                                                                      |
| Asien (3 Nationen)     |                      | | |
| Japan                  | (4)+4                | Tsukasa Kobonoki, Shohei Kodama (nur Staffel), Kōsuke Ozaki, Mikito Tachizaki                                                      | Asuka Hachisuka, Sari Maeda, Fuyuko Tachizaki, Yurie Tanaka                                                               |
| Kasachstan             | (4)+(4)              | Danil Belezki, Ässet Düissenow, Wladislaw Kirejew (nur Staffel), Alexander Muchin (nur Staffel)                                    | Jelisaweta Beltschenko, Darja Klimina, Anastassija Kondratjewa (nur Staffel), Galina Wischnewskaja-Scheporenko            |
| Südkorea               | 1+(4)                | Choi Du-jin | Jekaterina Awwakumowa, Ko Eun-jung, Mun Ji-hee (nur Staffel), Kim Seon-su                                                 |
| Ozeanien (2 Nationen)  |                      | | |
| Australien             | 1                    | | Darcie Morton |
| Neuseeland             | 1                    | Campbell Wright | |

## Ausgangslage
Den Gesamtweltcup führten weiterhin Quentin Fillon Maillet und Marte Olsbu Røiseland, die in Antholz allerdings nicht an den Start gegangen ist, an. Einige Top-Athleten des schwedischen und deutschen Teams trainierten ebenfalls extern. Aus diesem Grund starteten Athleten wie Marco Groß, Simon Hallström oder Gabriel Stegmayr, die nicht zum Weltcupaufgebot gehören. Im österreichischen Team war geplant, dass Julian Eberhard nach langer Verletzung wieder ein Weltcuprennen bestreitet, und versucht, sich auf den letzten Drücker noch für Olympia zu qualifizieren. Wegen anhaltender Kopfschmerzen musste der Österreicher jedoch zurückziehen.

## Ergebnisse
| 7. Weltcup in Antholz-Anterselva, 17. bis 23. Januar 2022 | 7. Weltcup in Antholz-Anterselva, 17. bis 23. Januar 2022 | 7. Weltcup in Antholz-Anterselva, 17. bis 23. Januar 2022                             | 7. Weltcup in Antholz-Anterselva, 17. bis 23. Januar 2022                          | 7. Weltcup in Antholz-Anterselva, 17. bis 23. Januar 2022                   |
| --------------------------------------------------------- | --------------------------------------------------------- | ------------------------------------------------------------------------------------- | ---------------------------------------------------------------------------------- | --------------------------------------------------------------------------- |
| Datum                                                     | Disziplin                                                 | Erster Platz                                                                          | Zweiter Platz                                                                      | Dritter Platz                                                               |
| 20. Januar 2022 (Do.)                                     | Einzel (20 km)                                            | Anton Babikow                                                                         | Tarjei Bø                                                                          | Said Karimulla Chalili                                                      |
| 21. Januar 2022 (Fr.)                                     | Einzel (15 km)                                            | Justine Braisaz-Bouchet                                                               | Julia Simon                                                                        | Mona Brorsson                                                               |
| 22. Januar 2022 (Sa.)                                     | Massenstart (15 km)                                       | Benedikt Doll                                                                         | Johannes Thingnes Bø                                                               | Sturla Holm Lægreid                                                         |
| 22. Januar 2022 (Sa.)                                     | Staffel (4 • 6 km)                                        | NorwegenKaroline Offigstad Knotten Tiril Eckhoff Ida Lien Ingrid Landmark Tandrevold  | RusslandWalerija Wasnezowa Kristina Reszowa Irina Kasakewitsch Uljana Nigmatullina | FrankreichChloé Chevalier Justine Braisaz-Bouchet Paula Botet Anaïs Bescond |
| 23. Januar 2022 (So.)                                     | Staffel (4 • 7,5 km)                                      | NorwegenSturla Holm Lægreid Tarjei Bø Johannes Thingnes Bø Vetle Sjåstad Christiansen | RusslandAnton Babikow Daniil Serochwostow Alexander Loginow Eduard Latypow         | DeutschlandRoman Rees Philipp Horn David Zobel Lucas Fratzscher             |
| 23. Januar 2022 (So.)                                     | Massenstart (12,5 km)                                     | Dorothea Wierer                                                                       | Dsinara Alimbekawa                                                                 | Anaïs Chevalier-Bouchet                                                     |

## Verlauf

### Einzel

#### Männer
Start: Donnerstag, 20. Januar 2022, 14:15 Uhr
| Platz | Sportler               | Zeit    | Schießfehler |
| ----- | ---------------------- | ------- | ------------ |
| 1     | Anton Babikow          | 49:46,8 | 0+0+0+0      |
| 2     | Tarjei Bø              | +9,7    | 0+0+0+2      |
| 3     | Said Karimulla Chalili | +48,5   | 0+0+1+0      |
| 4     | Johannes Thingnes Bø   | +50,5   | 0+2+1+0      |
| 5     | Sturla Holm Lægreid    | +1:32,9 | 0+1+0+2      |
| 6     | Simon Desthieux        | +2:08,2 | 1+1+1+0      |
| 7     | Alexander Loginow      | +2:16,3 | 1+0+0+2      |
| 8     | Fabien Claude          | +2:22,4 | 1+1+1+0      |
| 9     | Paul Schommer          | +2:26,5 | 1+0+0+1      |
| 10    | Émilien Jacquelin      | +2:27,9 | 0+0+0+2      |
| 11    | Benjamin Weger         | +2:37,8 | 1+1+0+0      |
| 12    | Benedikt Doll          | +2:44,6 | 0+2+1+1      |
| 0     |                        |         |              |
| 16    | Simon Eder             | +3:13,9 | 1+1+0+1      |
| 17    | Niklas Hartweg         | +3:16,9 | 1+1+0+0      |
| 21    | David Komatz           | +3:36,7 | 0+0+0+1      |
| 22    | Justus Strelow         | +3:49,3 | 0+0+1+1      |
| 26    | Sebastian Stalder      | +4:01,1 | 1+0+0+1      |
| 27    | Thomas Bormolini       | +4:07,6 | 0+1+1+1      |
| 31    | David Zobel            | +4:27,1 | 2+2+0+0      |
| 37    | Patrick Jakob          | +5:00,0 | 0+1+1+0      |
| 41    | Felix Leitner          | +5:27,4 | 0+1+1+3      |
| 42    | Martin Jäger           | +5:32,6 | 1+2+1+1      |
| 43    | Lukas Hofer            | +5:50,1 | 1+2+2+1      |
| 49    | Didier Bionaz          | +6:04,7 | 1+0+0+3      |
| 50    | Tommaso Giacomel       | +6:06,7 | 1+2+2+1      |
| 59    | Lucas Fratzscher       | +6:50,4 | 2+0+2+1      |
| 63    | Harald Lemmerer        | +7:06,3 | 0+1+1+3      |
| 65    | Marco Groß             | +7:10,7 | 0+2+0+1      |
| 77    | Dominik Windisch       | +8:36,4 | 3+3+1+1      |
| DNS   | Philipp Horn           |         |              |
| DNS   | Julian Eberhard        |         |              |

Gemeldet: 107 
 Nicht am Start: 4 
 Nicht beendet: 2

#### Frauen
Start: Freitag, 21. Januar 2022, 14:15 Uhr
| Platz | Sportler                   | Zeit     | Schießfehler |
| ----- | -------------------------- | -------- | ------------ |
| 1     | Justine Braisaz-Bouchet    | 42:20,6  | 0+0+1+0      |
| 2     | Julia Simon                | +51,1    | 0+0+1+1      |
| 3     | Mona Brorsson              | +1:37,2  | 0+0+1+1      |
| 4     | Clare Egan                 | +1:55,9  | 0+1+0+1      |
| 5     | Dorothea Wierer            | +1:58,8  | 0+0+2+1      |
| 6     | Markéta Davidová           | +2:34,8  | 0+0+1+2      |
| 7     | Dsinara Alimbekawa         | +2:36,2  | 1+2+0+0      |
| 8     | Ingrid Landmark Tandrevold | +2:52,7  | 0+1+1+1      |
| 9     | Lisa Hauser                | +2:54,4  | 2+1+0+0      |
| 10    | Uljana Nigmatullina        | +2:58,9  | 0+1+1+0      |
| 0     |                            |          |              |
| 15    | Franziska Hildebrand       | +3:39,9  | 0+2+0+2      |
| 24    | Julia Schwaiger            | +4:16,9  | 1+2+0+0      |
| 26    | Anna Weidel                | +4:19,0  | 1+0+0+0      |
| 28    | Amy Baserga                | +4:24,9  | 0+1+1+1      |
| 31    | Katharina Innerhofer       | +4:36,6  | 0+2+1+2      |
| 35    | Lotte Lie                  | +4:52,6  | 1+2+0+0      |
| 39    | Janina Hettich             | +5:14,2  | 0+2+1+2      |
| 41    | Anna Juppe                 | +5:24,7  | 2+1+2+0      |
| 42    | Lena Häcki                 | +5:25,4  | 1+2+1+0      |
| 43    | Federica Sanfilippo        | +5:34,5  | 0+2+1+2      |
| 44    | Juliane Frühwirt           | +5:36,4  | 1+1+0+0      |
| 45    | Samuela Comola             | +5:37,7  | 1+2+0+1      |
| 48    | Elisa Gasparin             | +5:45,6  | 0+3+1+1      |
| 49    | Hanna Kebinger             | +5:50,9  | 0+2+1+0      |
| 52    | Sophia Schneider           | +6:00,9  | 1+0+1+1      |
| 68    | Michela Carrara            | +7:34,6  | 2+2+1+0      |
| 82    | Irene Cadurisch            | +8:56,9  | 2+3+0+0      |
| 85    | Selina Gasparin            | +9:14,4  | 2+2+2+2      |
| 93    | Lisa Vittozzi              | +13:10,8 | 5+3+2+2      |

Gemeldet: 100 
 Nicht am Start: 4

### Massenstart

#### Männer
Start: Samstag, 22. Januar 2022, 12:50 Uhr
| Platz | Sportler               | Zeit    | Schießfehler |
| ----- | ---------------------- | ------- | ------------ |
| 1     | Benedikt Doll          | 37:14,9 | 0+0+1+0      |
| 2     | Johannes Thingnes Bø   | +31,3   | 1+0+1+1      |
| 3     | Sturla Holm Lægreid    | +1:28,8 | 0+2+0+1      |
| 4     | Antonin Guigonnat      | +1:34,7 | 0+0+2+0      |
| 5     | Sivert Guttorm Bakken  | +1:35,2 | 0+1+2+0      |
| 6     | Tero Seppälä           | +1:42,1 | 0+1+0+2      |
| 7     | Michal Krčmář          | +1:54,1 | 0+0+0+1      |
| 8     | Quentin Fillon Maillet | +1:55,5 | 0+2+1+3      |
| 9     | Lukas Hofer            | +1:56,4 | 1+1+1+1      |
| 10    | Anton Babikow          | +1:58,7 | 1+1+0+2      |
| 11    | Simon Eder             | +2:03,0 | 0+1+1+1      |
| 12    | Felix Leitner          | +2:09,7 | 1+1+1+1      |
| 0     |                        |         |              |
| 19    | Johannes Kühn          | +3:21,4 | 0+2+2+2      |
| 21    | Roman Rees             | +3:33,0 | 2+2+1+1      |
| 23    | Niklas Hartweg         | +3:46,9 | 2+2+1+1      |
| 24    | Benjamin Weger         | +4:02,3 | 1+1+1+2      |
| 28    | Thomas Bormolini       | +4:53,0 | 2+1+1+3      |
| 29    | David Komatz           | +5:15,1 | 2+0+2+1      |

Gemeldet und am Start: 30
Mit Campbell Wright konnte sich erstmals ein Athlet vom australischen Kontinent für einen Weltcupmassenstart qualifizieren.

#### Frauen
Start: Sonntag, 23. Januar 2022, 15:15 Uhr
| Platz | Sportler                | Zeit    | Schießfehler |
| ----- | ----------------------- | ------- | ------------ |
| 1     | Dorothea Wierer         | 35:58,7 | 1+1+0+0      |
| 2     | Dsinara Alimbekawa      | +3,7    | 0+1+0+0      |
| 3     | Anaïs Chevalier-Bouchet | +11,6   | 1+0+0+0      |
| 4     | Kristina Reszowa        | +22,8   | 0+1+0+1      |
| 5     | Justine Braisaz-Bouchet | +24,8   | 1+0+1+2      |
| 6     | Tiril Eckhoff           | +28,0   | 0+0+0+2      |
| 7     | Vanessa Voigt           | +35,8   | 0+0+0+0      |
| 8     | Uljana Nigmatullina     | +42,5   | 0+1+0+0      |
| 9     | Alina Stremous          | +49,6   | 0+0+1+1      |
| 10    | Julia Simon             | +1:02,4 | 0+0+1+2      |
| 0     |                         |         |              |
| 18    | Lotte Lie               | +1:37,2 | 1+0+0+0      |
| 19    | Franziska Hildebrand    | +1:46,5 | 1+0+2+1      |
| 21    | Lena Häcki              | +2:02,0 | 1+1+1+1      |
| 23    | Denise Herrmann         | +2:11,6 | 2+0+1+0      |
| 29    | Lisa Hauser             | +3:47,2 | 3+1+2+1      |
| 30    | Lisa Vittozzi           | +4:11,5 | 5+2+1+1      |

Gemeldet und am Start: 30

### Staffel

#### Frauen
Start: Samstag, 22. Januar 2022, 15:00 Uhr
| Platz | Land               | Sportler                                                                     | Zeit      | Strafrunden + Nachlader         |
| ----- | ------------------ | ---------------------------------------------------------------------------- | --------- | ------------------------------- |
| 1     | Norwegen           | Karoline Offigstad Knotten Tiril Eckhoff Ida Lien Ingrid Landmark Tandrevold | 1:12:54,1 | 1+3 0+2 0+1 0+2 0+1 0+0 0+0 0+1 |
| 2     | Russland           | Walerija Wasnezowa Kristina Reszowa Irina Kasakewitsch Uljana Nigmatullina   | +24,6     | 0+2 0+2 0+2 0+1 0+1 3+3 0+0 0+1 |
| 3     | Frankreich         | Chloé Chevalier Justine Braisaz-Bouchet Paula Botet Anaïs Bescond            | +32,6     | 0+1 0+0 0+3 0+3 0+1 0+3 0+1 0+1 |
| 4     | Italien            | Lisa Vittozzi Dorothea Wierer Samuela Comola Federica Sanfilippo             | +32,6     | 0+3 0+0 0+3 0+1 0+1 0+2 0+1 0+2 |
| 5     | Vereinigte Staaten | Susan Dunklee Clare Egan Deedra Irwin Joanne Reid                            | +50,1     | 0+1 0+2 0+3 0+2 0+0 0+3 0+1 0+1 |
| 6     | Tschechien         | Jessica Jislová Tereza Voborníková Markéta Davidová Lucie Charvátová         | +59,8     | 0+0 0+0 0+0 0+2 0+2 0+2 0+0 0+2 |
| 7     | Schweiz            | Amy Baserga Lena Häcki Elisa Gasparin Selina Gasparin                        | +1:03,7   | 0+0 0+0 0+1 0+1 0+3 1+3 0+3 0+0 |
| 8     | Deutschland        | Anna Weidel Franziska Hildebrand Janina Hettich Hanna Kebinger               | +1:08,2   | 0+2 0+1 0+2 0+2 0+0 0+2 0+2 0+2 |
| 9     | Finnland           | Suvi Minkkinen Mari Eder Erika Jänkä Nastassja Kinnunen                      | +1:18,9   | 0+2 0+3 0+1 0+1 0+1 0+0         |
| 10    | Polen              | Monika Hojnisz-Staręga Kamila Żuk Kinga Zbylut Anna Mąka                     | +1:36,0   | 0+2 0+2 0+0 0+2 0+1 1+3 0+3 0+0 |
| 0     |                    |                                                                              |           |                                 |
| 17    | Österreich         | Julia Schwaiger Anna Juppe Katharina Innerhofer Christina Rieder             | +4:46,8   | 0+3 0+2 0+3 0+2 0+1 3+3 0+0 0+0 |

Gemeldet und am Start: 21 Nationen, überrundet: 3
In Führung liegend stürzte Tschechiens Schlussläuferin Lucie Charvátová in der vorletzten Runde und konnte deshalb den fast sicheren Podestplatz nicht ins Ziel bringen. Federica Sanfilippo hingegen holte auf der Schlussrunde fast 14 Sekunden gegenüber Anaïs Bescond heraus, konnte den Zielsprint jedoch knapp nicht gewinnen.

#### Männer
Start: Sonntag, 23. Januar 2022, 12:15 Uhr
| Platz | Land        | Sportler                                                                      | Zeit      | Strafrunden + Nachlader         |
| ----- | ----------- | ----------------------------------------------------------------------------- | --------- | ------------------------------- |
| 1     | Norwegen    | Sturla Holm Lægreid Tarjei Bø Johannes Thingnes Bø Vetle Sjåstad Christiansen | 1:12:14,7 | 0+0 0+2 0+1 0+0 0+0 0+0 0+0 0+1 |
| 2     | Russland    | Anton Babikow Daniil Serochwostow Alexander Loginow Eduard Latypow            | +1:57,7   | 0+0 0+2 0+0 0+1 0+3 0+2 1+3 0+1 |
| 3     | Deutschland | Roman Rees Philipp Horn David Zobel Lucas Fratzscher                          | +2:04,4   | 0+0 0+1 0+0 0+0 0+0 0+2 0+0 0+1 |
| 4     | Frankreich  | Fabien Claude Antonin Guigonnat Simon Desthieux Éric Perrot                   | +2:20,5   | 0+0 0+1 0+2 0+0 0+1 0+1 0+2 0+0 |
| 5     | Kanada      | Adam Runnalls Christian Gow Jules Burnotte Scott Gow                          | +2:31,5   | 0+2 0+2 0+0 0+0 0+0 0+1 1+3 0+0 |
| 6     | Ukraine     | Bohdan Zymbal Dmytro Pidrutschnyj Anton Dudtschenko Artem Pryma               | +2:38,7   | 0+1 0+1 0+2 0+0 0+1 0+3 0+1 0+2 |
| 7     | Schweiz     | Sebastian Stalder Martin Jäger Niklas Hartweg Joscha Burkhalter               | +2:48,6   | 0+0 0+1 1+3 0+1 0+0 0+1 0+0 0+1 |
| 8     | Italien     | Thomas Bormolini Dominik Windisch Tommaso Giacomel Lukas Hofer                | +3:03,6   | 0+1 0+3 0+0 0+1 0+3 1+3 0+0 0+2 |
| 9     | Österreich  | David Komatz Simon Eder Felix Leitner Harald Lemmerer                         | +3:08,6   | 0+1 0+0 0+1 0+0 0+0 0+3 0+0 0+2 |
| 10    | Slowenien   | Miha Dovžan Jakov Fak Lovro Planko Rok Tršan                                  | +4:01,4   | 0+2 0+1 0+1 1+3 0+0 0+0 0+1 0+0 |

Gemeldet und am Start: 24 Nationen 
 Überrundet: 8

## Auswirkungen

### Auf den Gesamtweltcup
| Rang | Name                       | Punkte | Siege | Verän- derung |
| ---- | -------------------------- | ------ | ----- | ------------- |
| 1    | Quentin Fillon Maillet     | 636    | 5     |               |
| 2    | Émilien Jacquelin          | 501    | 1     |               |
| 3    | Tarjei Bø                  | 486    | 0     |               |
| 4    | Sebastian Samuelsson       | 484    | 2     |               |
| 5    | Johannes Thingnes Bø       | 440    | 1     |               |
| 6    | Vetle Sjåstad Christiansen | 434    | 1     |               |
| 7    | Sturla Holm Lægreid        | 432    | 1     |               |
| 8    | Alexander Loginow          | 413    | 1     |               |
| 9    | Simon Desthieux            | 409    | 0     |               |
| 10   | Anton Smolski              | 405    | 0     |               |

| Rang | Name                    | Punkte | Siege | Verän- derung |
| ---- | ----------------------- | ------ | ----- | ------------- |
| 1    | Marte Olsbu Røiseland   | 651    | 6     |               |
| 2    | Dsinara Alimbekawa      | 589    | 0     |               |
| 3    | Elvira Öberg            | 563    | 3     |               |
| 4    | Lisa Hauser             | 487    | 1     |               |
| 5    | Hanna Öberg             | 482    | 1     |               |
| 6    | Dorothea Wierer         | 430    | 1     |               |
| 7    | Justine Braisaz-Bouchet | 425    | 1     |               |
| 8    | Hanna Sola              | 420    | 1     |               |
| 9    | Anaïs Chevalier-Bouchet | 407    | 0     |               |
| 10   | Anaïs Bescond           | 399    | 0     |               |

### Auf den Einzelweltcup
Aufgrund der Olympischen Spiele zählten in diesem Jahr nur zwei Wettbewerbe in die Einzelwertung ein. Der Norweger Tarjei Bø konnte dank seines zweiten Platzes zum ersten Mal in seiner Karriere die kleine Kristallkugel gewinnen. Somit hat er als einer von nur wenigen Biathleten jede Disziplinenwertung, inklusive der Gesamtwertung, gewonnen. Die Top 3 vervollständigten Sturla Holm Lægreid und Simon Desthieux, kein deutschsprachiger Athlet klassierte sich in den besten Zehn. 

Bei den Frauen gewann Markéta Davidová nach ihrem Triumph am Anfang der Saison die Wertung, ein sechster Rang reichte in Antholz aus. Es war der erste Disziplinensieg für die Tschechin. Hier komplettierten Lisa Hauser und Dsinara Alimbekawa das Podest, mit Denise Herrmann und Anna Weidel liefen auch zwei Deutsche in die besten Zehn der Endwertung.

## Debütanten
Folgende Athleten nahmen zum ersten Mal an einem Biathlon-Weltcup teil. Dabei kann es sich sowohl um Individualrennen, als auch um Staffelrennen handeln.
| Männer     | Frauen      |
| ---------- | ----------- |
| Marco Groß | Annie Lindh |